# مادة كتابية

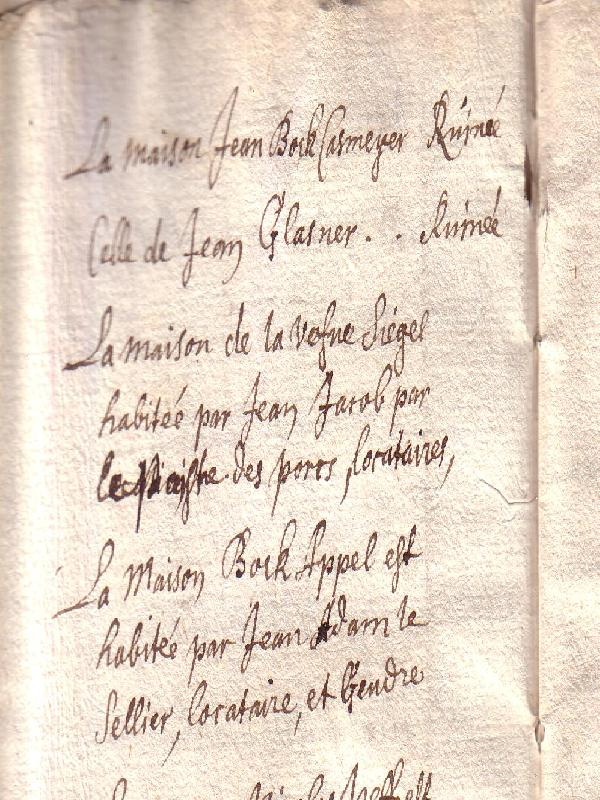
كتابة يدوية على ورق؛ مادة للكتابة

مادة الكتابة، وتسمى أيضًا وسيط الكتابة، هي سطح يمكن الكتابة عليه باستخدام أدوات مناسبة أو استخدامها للرسم الرمزي أو التمثيلي. مواد البناء التي تُنتَج عليها الكتابات أو الرسومات لا تُدرج ضمن هذا التصنيف. التصنيف الأساسي لمواد الكتابة يعتمد على المادة التي تشكل السطح المستخدم في الكتابة (مثل الورق) وعدد وأحجام وتكوين الأسطح المتعددة (مثل أوراق الورق) في كيان واحد. غالبًا ما تكون مواد الكتابة مصممة خصيصًا لأنواع معينة من أدوات الكتابة. من السمات الأخرى المهمة لمواد الكتابة قابليتها لإعادة الاستخدام، ومدى ديمومتها، ومقاومتها للاستخدام الاحتيالي.

## الوسائط القديمة

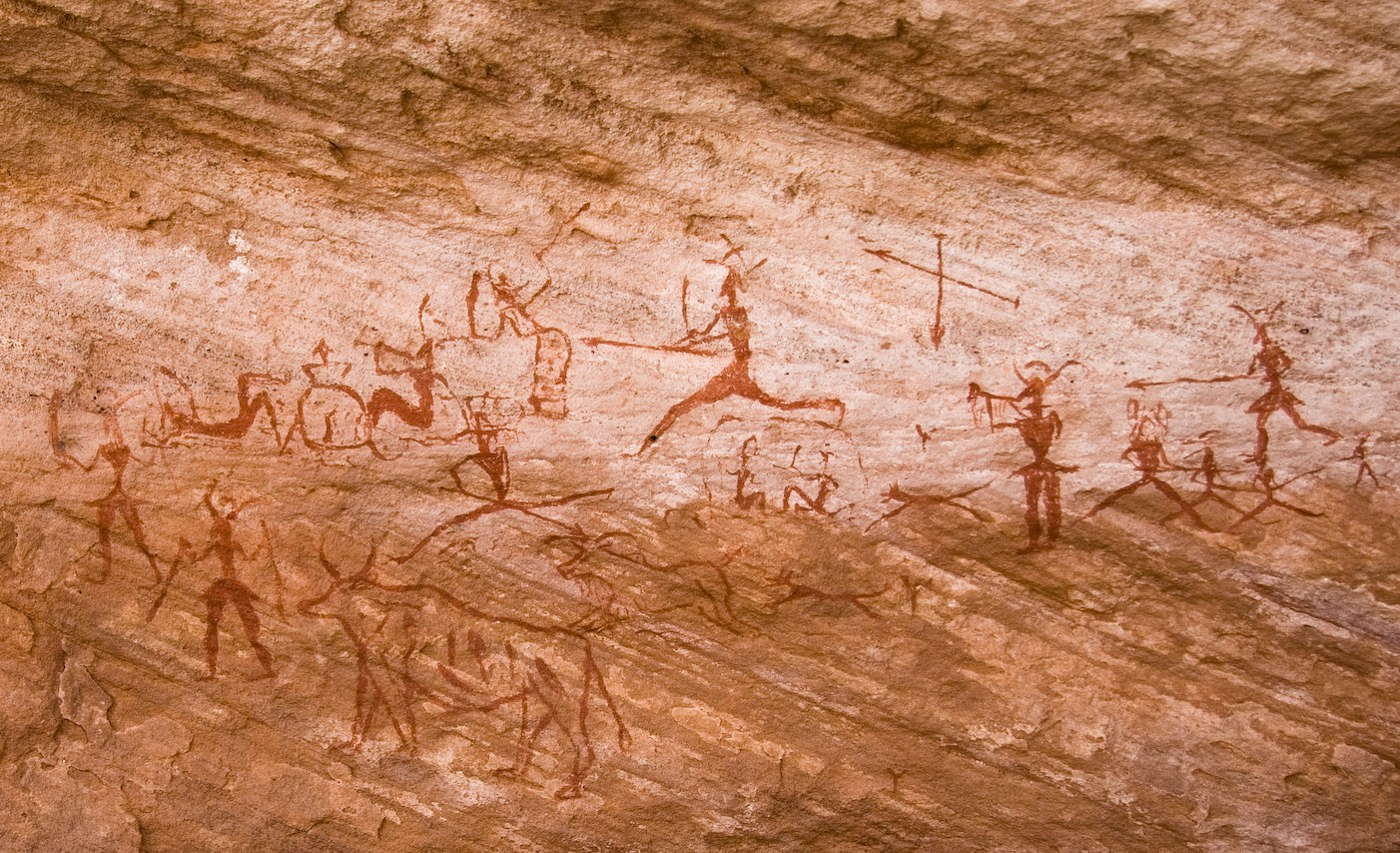
رسومات صخرية في ليبيا

نظرًا لأن الرسم سبق الكتابة، فإن أقدم بقايا مواد الكتابة هي الجدران الحجرية للكهوف التي رُسمت عليها لوحات الكهوف. ومن الأشكال الأولى الأخرى عصى العد التي استخدمت لتسجيل أعداد الأشياء أو مرور الأيام أو وحدات زمنية أخرى منفصلة. عُثر على عصي العد مصنوعة من الخشب والعظم. كما استخدمت الحبال المعقودة وغيرها من المواد المماثلة لأغراض العد. لم تتطلب هذه المواد إعدادًا كبيرًا لاستخدامها في الرسم أو الكتابة. كانت جلود الحيوانات ذات إمكانيات للاستخدام كمواد للكتابة أو الرسم، على الرغم من أن الرسومات والكتابات قد تكون تزيينية أو لتوضيح مكانة أو معانٍ دينية. ومن بين لحاء الأشجار، كان لحاء البتولا ملائمًا جدًا للاستخدام كمادة للكتابة، واستُخدم في شمال أوروبا وبين الشعوب الأصلية في أمريكا الشمالية.
أربع فئات أخرى من المواد استُخدمت أحيانًا للكتابة: الطين، والشمع، والقماش، والمعادن. ربما كان لقيمة المعادن كأدوات مفيدة أثرٌ في تقليل استخدامها العملي للكتابة والرسم. كما أن صلابة العديد من المعادن التي جعلتها مفيدة جعلتها مادة غير مريحة للعديد من أنواع الكتابة. ومع ذلك، كانت الصفائح أو الأوراق المعدنية الناعمة مثل الرصاص قابلة للاستخدام. استُخدمت ألواح الرصاص في ألواح اللعنات، وكذلك في المراسلات الشخصية.

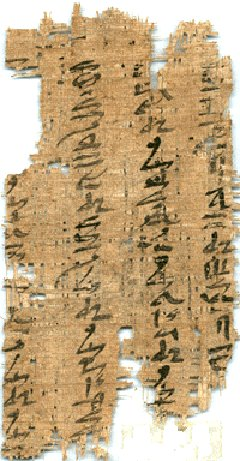
قطعة من البردي تعود إلى أواخر الدولة الوسطى في مصر.

انتشر استخدام الكتابة مع اختراع البردي في مصر. كان الرق، المصنوع من جلود الأغنام المتبقية بعد استخدام صوفها في صنع الملابس، أحيانًا أرخص من البردي. ولتوفير المال على البردي الباهظ الثمن، كان المصريون يغسلون البردي ويعيدون استخدامه. ربما كانت الأقمشة تُستخدم بطريقة مشابهة لجلود الحيوانات. أما الطين فقد أتاح مزيجًا مفيدًا من السهولة الفائقة في الكتابة عليه مع إمكانية جعل النقوش دائمة إلى حد ما. ويمكن للقطع الفخارية غير المزججة أن تحمل النقوش بسهولة حتى بعد الحرق. أما الشمع فقد وفر مجموعة من المزايا الجديدة، مثل إمكانية إعادة الاستخدام، وسهولة النقش والمحو، وإمكانية الجمع مع مواد أخرى كالأخشاب مما يضفي عليه المتانة. ومن أولى المواد المسطحة المتخصصة للكتابة كانت ألواح الحجر، وألواح الطين والخشب، وألواح الخشب المغطاة بالشمع.
كانت القطع الفخارية غير المزججة تُستخدم تقريبًا كنوع من الورق المؤقت، حيث تُعرف بـالأوستراكا، وتُستخدم لإيصالات الضرائب، وفي أثينا لتسجيل ترشيحات قادة اليونان لـالنفي السياسي.
بدأ استخدام البردي لأول مرة في مصر خلال الألفية الرابعة قبل الميلاد. وفي القرن الثاني قبل الميلاد، تم استبداله في بعض مناطق البحر الأبيض المتوسط بالرق المصنوع من جلود الحيوانات المعالجة. وقد استخدمت الرقوق جلود أنواع مختلفة من الحيوانات، وتفاوتت بشكل كبير في خصائصها مثل النسيج واللون. وفي النهاية، تم استبدال الرق تدريجيًا بفضل التوافر المتزايد للورق.

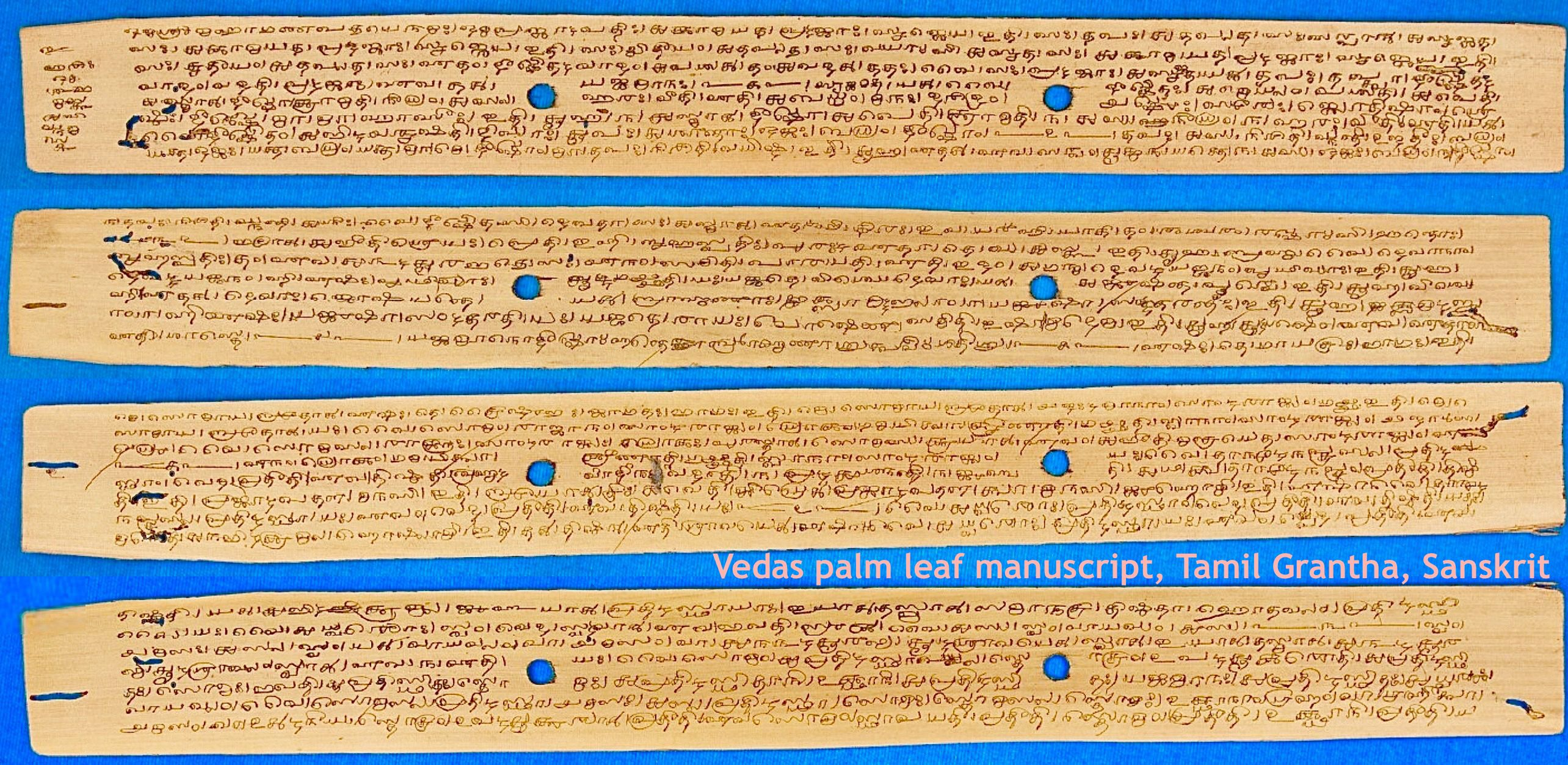
مخطوطة هندية على أوراق النخيل

في شبه القارة الهندية، كانت الوسائط الأساسية للكتابة هي bhurjapatra المصنوعة من لحاء شجرة البتولا، ومخطوطات أوراق النخيل. وكانت مخطوطات أوراق النخيل أيضًا المصدر الرئيسي للكتابة والرسم في دول جنوب وجنوب شرق آسيا، بما في ذلك نيبال وسريلانكا وبورما وتايلاند وإندونيسيا وكمبوديا. بدأ استخدام الورق فقط بعد القرن العاشر الميلادي.
في الصين، تضمنت المواد المبكرة للكتابة عظام الحيوانات، ثم الحرير، وألواح الخيزران والخشب، حتى القرن الثاني الميلادي عندما تم اختراع الورق. يُنسب اختراع الورق إلى تساي لون، وهو خصي من البلاط الإمبراطوري، في عام 105 ميلادي. ومع ذلك، لم يصل الورق إلى أوروبا إلا بعد ألف عام تقريبًا، بعد معركة وقعت في عام 751 ميلادي حيث تم أسر عدد من صناع الورق، ومن ثم انتقلت التكنولوجيا غربًا من بغداد إلى أن وصلت إلى إسبانيا في القرن الثاني عشر.[بحاجة لمصدر]

## الورق
استخدم تساي لون قطع القماش القديمة، والقنب، ولحاء الأشجار، وشباك الصيد لتطوير طريقة لصنع الورق تشبه الأسلوب المستخدم حتى اليوم.
اكتسب العالم الإسلامي فن صناعة الورق في القرن الثامن، وتعلمه من أسرى صينيين تم أسرهم خلال الحملات العسكرية شرقًا. في النهاية، نقل المسلمون صناعة الورق إلى شبه القارة الهندية ثم إلى أوروبا. وكان اسم يوناني قديم للورق هو bagdatikos، ويعني "من بغداد". وصلت حرفة صناعة الورق إلى إسبانيا في القرن الثاني عشر، وانتقلت بعدها بفترات تقارب مئة عام إلى إيطاليا، ثم ألمانيا، وأخيرًا إنجلترا. ومع ذلك، ولعدة قرون بعد أن أصبح الورق متوفرًا على نطاق واسع في أوروبا، ظلت الرقوق وورق البرشمان مفضلة للوثائق التي كان من الضروري أن تكون طويلة الأمد.
كانت المكونات الأساسية للورق هي الكتان والقطن، حيث يتم نقعها في الماء وضربها لتحويلها إلى عجينة ناعمة أو ملاط. أثناء تصفية العجينة عبر شبكة سلكية، تتشابك الألياف لتتشكل على هيئة ورقة، وتصبح جاهزة للمرحلة التالية. يتم أولاً عصر الورقة للتخلص من الماء الزائد، ثم تجفيفها، وأخيرًا يتم طلاء سطحها بمادة جيلاتينية لتحضيرها لاستقبال الحبر.
في أواخر القرن الثامن عشر، كان الورق لا يزال يُصنع من القماش الذي يجمعه جامعو الخِرَق. اخترع جيمس ووتمن وجون باسكرفيل (1706–1775) طريقة لإنتاج ورق ناعم تمامًا باستخدام شبكة سلكية دقيقة لا تترك أي خطوط على الصفحة من القالب المستخدم.

## الوسائط الإلكترونية
استفادت الوسائط الإلكترونية من لوحة المفاتيح التي تم تطويرها للآلة الكاتبة، بالإضافة إلى الدوائر الكهربائية والإلكترونية، وأجهزة التخزين، وشاشات العرض التي طُورت لقراءة الإشارات الإلكترونية، لتقديم شكل جديد من مواد الكتابة.
تم اختراع جهاز بالم بايلوت في عام 1996، مما أحدث تغييرًا إضافيًا في فكرة الأجهزة الإلكترونية كمادة للكتابة. كان هذا الجهاز أول منتج استهلاكي يتيح للناس الكتابة مباشرة على شاشة إلكترونية باستخدام قلم، بدلاً من إدخال الكتابة باستخدام لوحة مفاتيح.

## مزيد من القراءة
- Harris, Roy (1985) The Origin of Writing. La Salle, IL: Open Court.
- Martin, Henri-Jean (1988) The History and Power of Writing, translated by Lydia G. Cochrane. Chicago: University of Chicago Press, 1994.